# 3749 Balam
3749 Balam este un asteroid din centura principală, descoperit pe 24 ianuarie 1982, de Edward Bowell.